# جبل دماوند
جبل دماوند هو جبل يقع وسط سلسلة جبال ألبرز، يبلغ ارتفاعه 5670 م مما جعله من أعلى القمم في غربي آسيا وأوروبا هذا الارتفاع وقمته التي تغطيها الثلوج بصفة دائمة منح قمة دماوند وجهاً مميزاً حيث أصبح إحدى المناطق الطبيعية البديعة لعشاقها يزيد من جماله الينابيع المعدنية الكثيرة على سفوحه مثل عين أسك ذات المياه الجارية، وعين تلخ رود، ولاريجان آمل وغيرها والتي تصب جميعها في نهر هراز. ويتألف جبل دماوند من سبعين فوهة بركانية وتنتشر على سفوحه قرى كثيرة متناثرة.

## الموقع الجغرافي

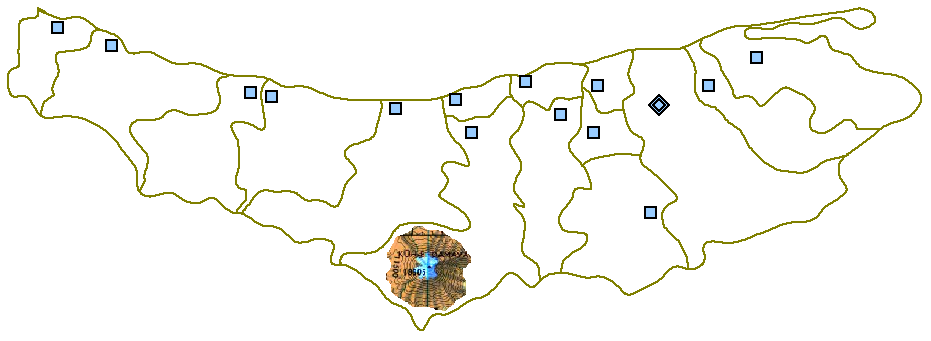
خريطة محافظة مزندران تبين موقع جبل دماوند في الجنوب

## المعالم المميزة
ويوجد في دماوند الكثير من المعالم الطبيعية ذات القيمة العالية التي تتفرد بها كما يوجد فيه عدد من الثلاجات الطبيعية الدائمية التي تعتبر من الظواهر المتميزة والفريدة من نوعها في إيران.
ويمتاز هذا الجبل الشاهق أيضا باحتوائه على الكثير من عيون المياه الحارة والمياه المعدنية التي تتواجد في قاعدة جباله، إضافة إلى وجود منخفض كبير فيه وسط الجبال يحتوي على بحيرة جليدية واسعة كما أن الشكل المخروطي للجبل وانحداره الشديد والغيوم التي تترائى على قمته تعتبر من المعالم البارزة في دماوند.

## الحياة النباتية الحيوانية
من الناحية الطبيعية، جبل داماوند بيئة حياتية لا يوجد مثيل لها في إيران. وهو يمتاز بكونه مأوى للكثير من النباتات والحيوانات المتنوعة. وقد يكون جبل دماوند والمنطقة المحيطة به المأوى الأخير للعديد من الأنواع الحيوانية التي التجأت إليه بحثا عن الطعام والشراب بعد زوال الحياة الطبيعية في السهول والأضرار التي لحقت بالأنواع الأدنى من هذه الكائنات هناك.

## النشاط الرياضي
في مجال رياضة التسلق فقد كان جبل دماوند من أعرق الجبال المرتفعة في العالم تاريخيا، ومن المؤكد بأن هذا الجبل كان منذ القدم محط أنظار علماء الجغرافيا والرحالة والسياح والمغامرين ومتسلقي الجبال.

## مشكلات بيئية
أصبح هذا الجبل اليوم مُعرّضا للعديد من الأخطار التي صارت تهدد بيئته الطبيعية. والرعي يعتبر واحدا من هذه الأخطار، حيث لا يوجد هناك تناسب بين الطاقة الإنتاجية للمراتع والمراعي والعدد الهائل للماشية التي ترعى فيها، كما إن تواجد الأعداد الكبيرة من قطعان الماشية بات سبباً في إزالة التربة واستهلاكها. بالإضافة إلى ذلك فإن الأعداد الكبيرة من كلاب الحراسة التي ترافق قطعان الماشية هذه صارت سببا في منع الحيوانات البرية من الاقتراب من مصادر المياه كالينابيع والأنهار.
وهذه المشكلة إلى جانب تواجد الصيادين في المنطقة أدت إلى ابتعاد الحيوانات البرية وهربها إلى مناطق مرتفعة جدا غير مناسبة لمعيشتها حيث شوهدت قطعان من الوعل تجول هائمة على إحدى الثلاجات الطبيعية المرتفعة، كما لوحظت أعداد من الخنازير البرية تتجول على السفوح الجبلية الواقعة على ارتفاع 4000 متر فوق سطح الماء والتي تنعدم فيها المياه.
وكان إنشاء الطرق غير الضرورية سببا في تقطيع أوصال البيئة الطبيعية وإكسابها منظرا غير محبب.
ومما يهدد بيئة دماوند أيضا تشييد المنازل من دون أية قيود وقوانين تتحكم في هذا الأمر والتصرف في المصادر الطبيعية بصورة غير قانونية واستغلالها للأغراض الشخصية.
والعامل الآخر الذي ساهم في تخريب بيئة المنطقة هو استخراج بعض المعادن غير ذات القيمة العالية من مناجم منتشرة في المنطقة.
إن للرعي الزائد عن الحد أثرا سلبيا يتمثل في إزالة الغطاء النباتي وإزالة التربة تبعا لذلك ونتيجة لقلة العمق المفيد للتربة في دماوند صارت الطبقات التي تقع تحت التربة والمكونة بشكل رئيس من الرماد والصخور البركانية معرضة إلى خطر كبير.
وقد أدى تساقط الأمطار وذوبان الثلوج خلال فصل الربيع في الأعوام ال10 أو ال15 الأخيرة إلى حدوث سيول وانجراف كتل كبيرة من الطين واختلاط الطين والوحل مع مياه الأنهار وانسداد مجرى نهر «هراز» وقد شدد انجراف التربة وزوالها حدوث ظاهرة الانزلاقات الأرضية في المنطقة والذي أدى بدوره إلى انخفاض سريع في القيمة المرتعية للمراتع والمراعي الواقعة في سفح الجبل إلى حد غير قابل للتعويض، إضافة إلى الإخلال وإلحاق الضرر بتكاثر الأسماك في الأنهار وأحواض تربية الأسماك في المنطقة. كما أن رمي النفايات المنزلية للقرى المحيطة بالجبل أدى إلى تخريب منظر المنطقة، وإلحاق الضرر بالحياة البرية فيها لاحتواء هذه النفايات والقمامة على مقادير كبيرة من المواد غير العضوية غير القابلة للتفسخ.
وقد تحول الطريق الرئيس الذي يربط بين منطقتي «بلور» و«رينة» إلى محل لرمي نفايات القرى والبلدات المجاورة. وهذا الطريق يعتبر من أهم الطرق في المنطقة حيث يسلكه سنويا العشرات من عشاق الطبيعة ومتسلقي الجبال من الإيرانيين والأجانب على حدّ سواء.

## صور

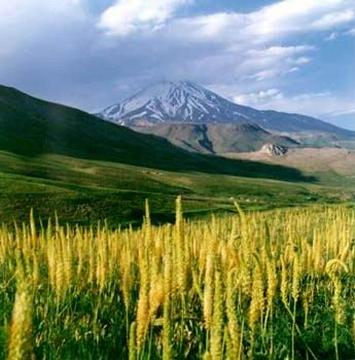
سفح جبل دماوند.
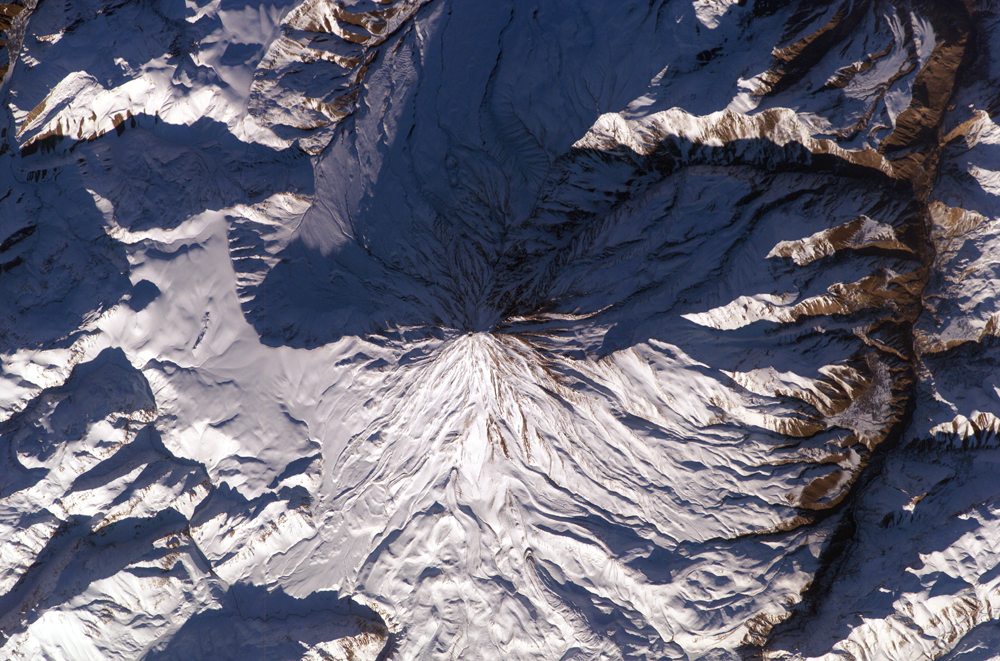
قمة صدع جبل دماوند من الفضاء.
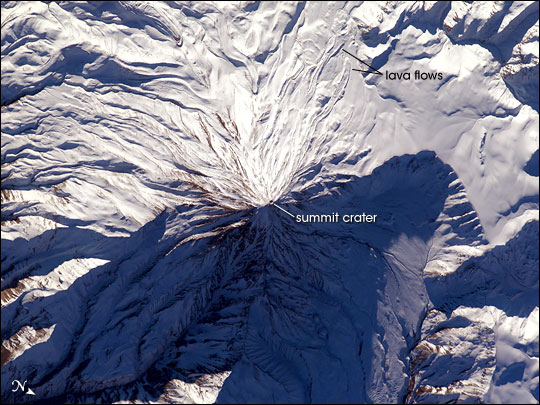
دماوند من الفضاء.
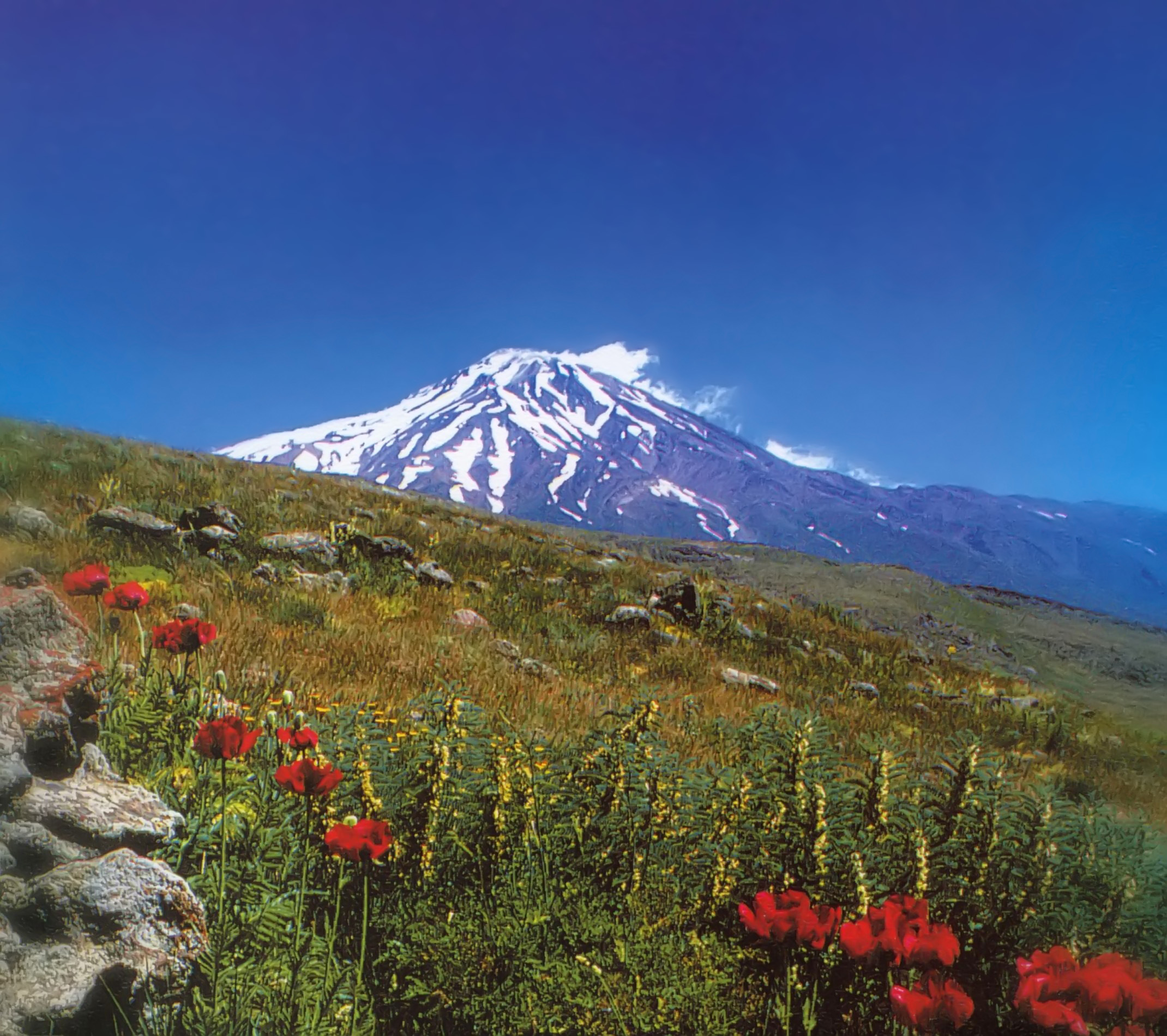
جبل دماوند.
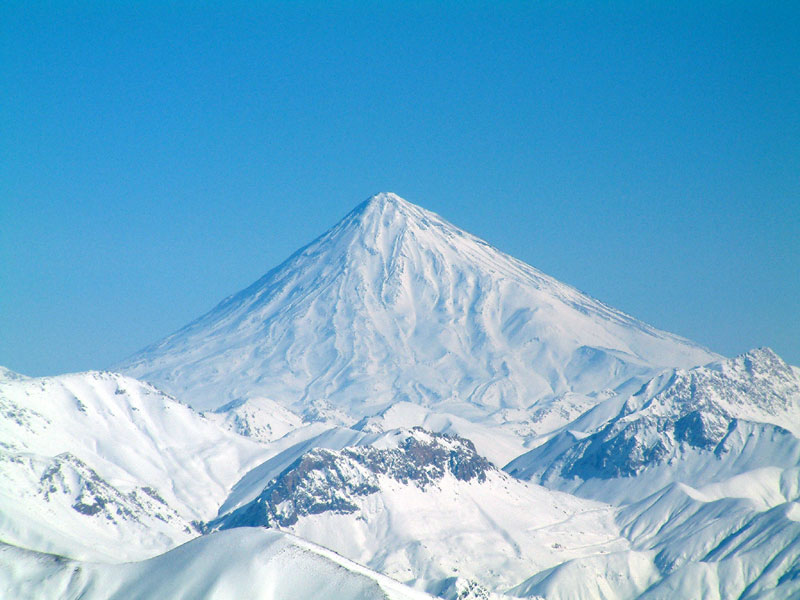
دماوند في الشتاء.
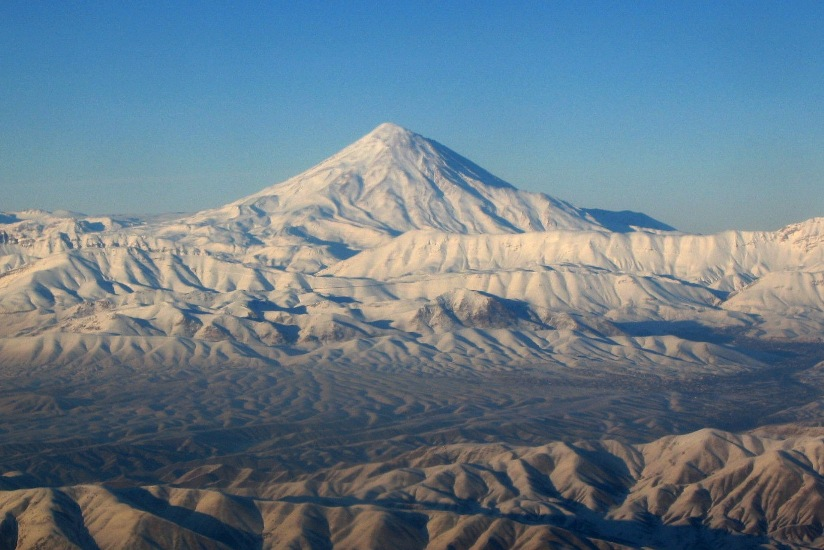
شرق جبل دماوند في شهر أكتوبر.
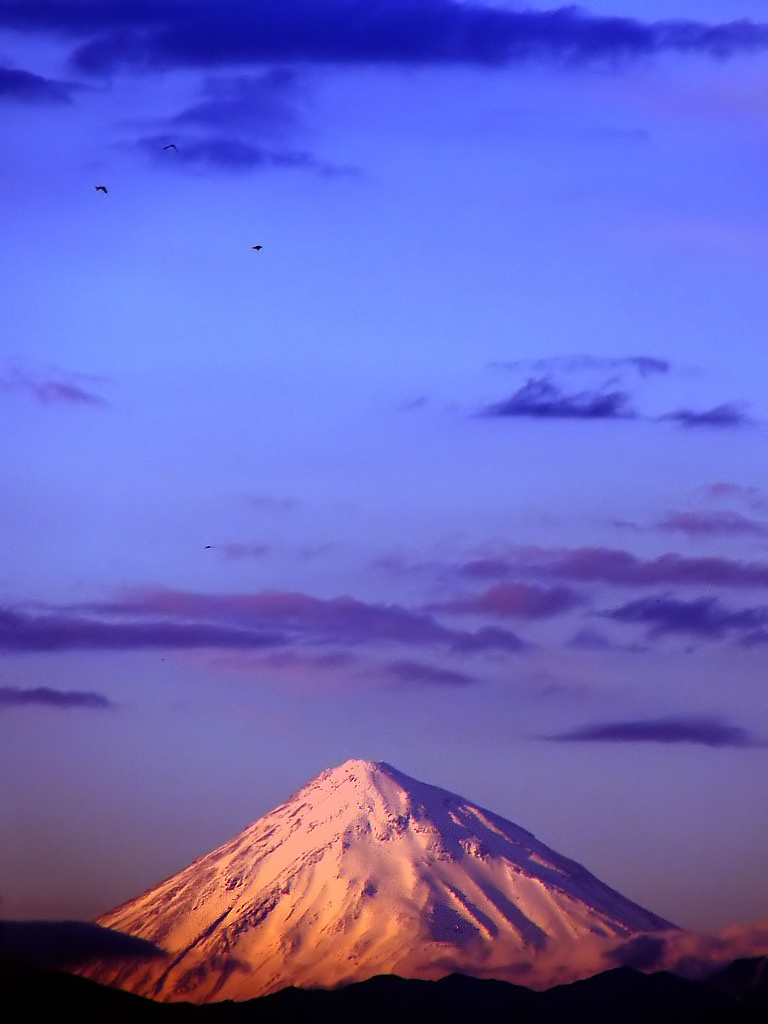
جبل دماوند.
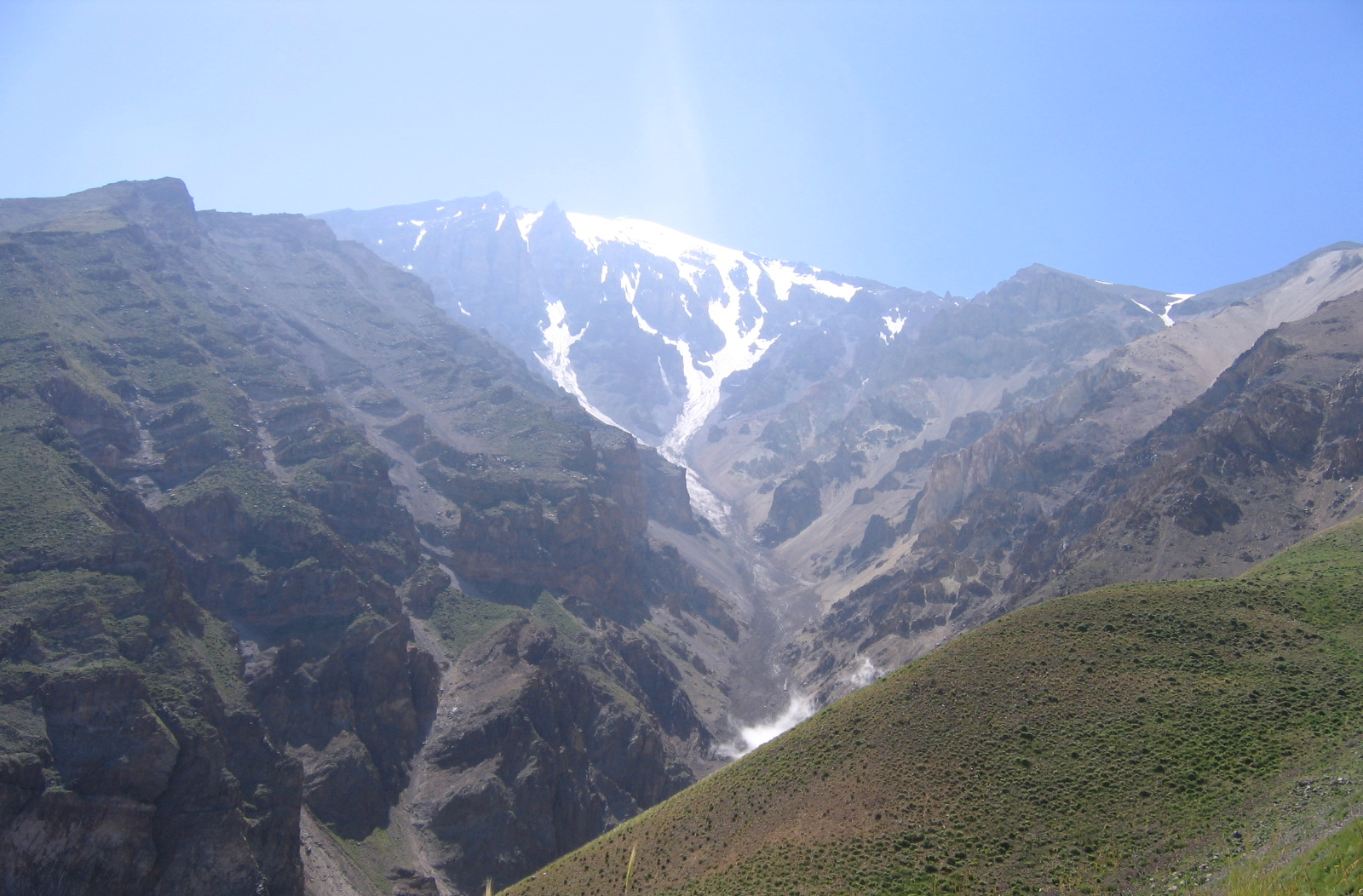
جبل دماوند.

## وصلات خارجية
- دليل دماوند للتسلق نسخة محفوظة 11 يناير 2008 على موقع واي باك مشين.
- توقعات الطقس في دماوند
- جبل دماوند على TierraWiki.org
- دليل دماوند لتسلق الجبال
- Summit Post: دماوند
- Mount جولة دماوند للتسلق
- تقرير رحلة إعلامية 2007
- Night-time panorama at The World at Night (TWAN)